# Grandir (film)
Pour plus de détails, voir Fiche technique et Distribution.
Grandir est un documentaire français réalisé par Dominique Cabrera, sorti en 2013.

## Synopsis
La cinéaste commence à questionner les circonstances de la naissance sous X de sa mère en Algérie malgré les réticences de sa famille. Le journal filmé qu’elle tourne sur une dizaine d’années la fait voyager en Algérie, en France et aux États-Unis. Face au passage du temps, elle s’attelle à filmer des petits rien du quotidien, surtout avec ceux qui bientôt partiraient.

## Fiche technique
- Titre : Grandir
- Autre titre : Ô heureux jours !
- Réalisation : Dominique Cabrera
- Photographie : Dominique Cabrera, Nathan Potier  Victor Sicard et Cyril Machenaud
- Son : Dominique Cabrera et Dominique Ciekala
- Montage : Isidore Bethel, Marc Daquin et John Husley
- Société de production : Ad Libitum
- Pays d'origine :  France
- Durée : 93 minutes
- Date de sortie : France - 23 octobre 2013

## Distribution
- Dominique Cabrera

## Distinctions

### Sélections
- 2013 : Festival de Cannes (Programmation ACID)
- 2013 : Festival international du film de La Rochelle[1]

### Récompense
- 2013 : Prix Potemkine au festival Cinéma du réel[2]